# Die Wahrheit über unsere Ehe
Die Wahrheit über unsere Ehe (Originaltitel: La Vérité sur Bébé Donge) ist ein Film des Regisseurs Henri Decoin. Als Vorlage diente der gleichnamige Roman von Georges Simenon (erschienen 1942). Decoin besetzte die Hauptrollen mit Jean Gabin und seiner Ex-Frau Danielle Darrieux.

## Handlung
François Donge, mit seinem Bruder Georges Mitinhaber einer Gerberei, ist ein erfolgreicher Großindustrieller. Nun liegt er in der Privatklinik des Arztes Jalabert. Seine Frau Elisabeth, genannt Bébé, hatte ihn mit Quecksilberchlorid, einer Substanz aus der Gerberei, beim Frühstück vergiftet. Er ringt um sein Leben und erinnert sich in Rückblicken an seine Ehe mit Elisabeth d'Onneville. Solange er nicht stirbt, will die Familie aus Rücksicht auf ihre öffentliche Reputation die Vergiftung als Lebensmittelvergiftung darstellen. So muss Bébé ihren Mann regelmäßig im Krankenhaus besuchen. Sie soll sogar noch den diesjährigen Geschäftsempfang organisieren.
François erinnert sich an den Beginn der Ehe. Er hatte Bébé auf einem Empfang kennengelernt, der der Anbahnung der Ehe seines Bruders Georges mit Jeanne d'Onneville, Bébés Schwester, diente. Bébé war voller Bewunderung für François Donge, obwohl sie sich seiner zahlreichen Affären bewusst war. Voller Ideale, das Wunder der Liebe zwischen sich und François entfachen zu können, überrumpelte sie ihn mit einem Kuss. Es mündete in eine Doppeleheschließung der beiden Schwestern d'Onneville mit den Brüdern Donge. Doch François Donge sah Wunder nur als eine Sache an, die man selbst organisieren muss. Seine nüchterne, unromantische Einstellung zur Welt und seine Affären mit anderen Frauen, angefangen mit der eigenen Sekretärin, wollte er auch in seiner Ehe mit Bébé nicht ändern. Er glaubte, Bébé hätte mit ihrer Ehe, wie für Ehefrauen üblich, mit ihm nur ihre luxuriöse Versorgung angestrebt. Als Bébé ihre Liebe zu ihm retten wollte, schlägt er sie, um ihr ihre „Flausen auszutreiben“, vergewaltigt sie wohl gar. Bébé gebiert ein Kind und versteinert immer mehr. Sie tut im Familienanwesen zusammen mit ihrer Schwester das, was die Repräsentation eines Großindustriellen verlangt. Auf den jährlichen Empfängen macht François Donge Jagd auf neue Frauen. Zuletzt ist es die Frau des Arztes Jalabert, dem er für den Aufbau einer Privatklinik am Orte 20 Mio. Francs zukommen lässt. Da wird es Bébé zu viel. Sie führt den Befreiungsschlag aus und vergiftet François.
Auf dem Krankenbett spürt François Donge, dass er seine Frau liebe, und möchte einen Neuanfang. Doch der ist nicht möglich. Bébé ist endgültig erstarrt. Auch sein Gesundheitszustand verschlechtert sich, nach eine Phase der Verbesserung, rapide. Es droht akutes Nierenversagen. Nur eine operativen Nierenentnahme könnte ihn noch retten. Er wird für die Operation vorbereitet. In einem Wortwechsel mit Jalabert äußert François, dass seine Frau in ihrer Versteinerung in einem Prozess nichts über sein Verhältnis zu Jalaberts Frau aussagen würde. Der mühsam herbeiorganisierte Nierenchirurg rätselt, was für eine Injektion Jalabert François vor der Operation noch gegeben hatte. François verstirbt an einer Überdosis von Narkosemittel, weil er nicht in die Narkose zu bringen war.
Zum gesellschaftlichen Empfang der Großgerberei Donge kommen keine Gäste, offensichtlich ist die Wahrheit über François’ Vergiftung doch an die Öffentlichkeit gedrungen. Nur der Untersuchungsrichter erscheint, der Bébé als Mörderin abführt, die ihm willig und gefasst folgt.

## Produktion
Der Film wurde 1951 produziert und erlebte seine Erstaufführung am 7. November 1952. Im zweiten Programm des DDR-Fernsehens lief der Film am 15. September 1982, in arte am 15. April 2019.

## Synchronisation
| Rolle                       | Schauspielerin/ Schauspieler | Synchronsprecherin/ Synchronsprecher |
| --------------------------- | ---------------------------- | ------------------------------------ |
| Elisabeth „Bébé“ Donge      | Danielle Darrieux            | Marianne Kehlau                      |
| François Donge              | Jean Gabin                   | Paul Klinger                         |
| Georges Donge               | Daniel Lecourtois            | Ernst Fritz Fürbringer               |
| Mme. d'Ortemont             | Gabrielle Dorziat            | Ursula Krieg                         |
| Untersuchungsrichter Drouin | Marcel André                 | Gerhard Geisler                      |

## Kritik
„Decoins Verfilmung des sehr spannenden und psychologisch ausgefeilten Romans von Georges Simenon erschüttert in ihrer konsequenten Mitleidlosigkeit und besticht durch den visuellen Ideenreichtum und die beiden hervorragenden Hauptdarsteller.“

## Auszeichnungen
Von der Evangelischen Filmgilde als Bester Film des Monats November 1952 empfohlen.